# Ferrit (metallurgi)

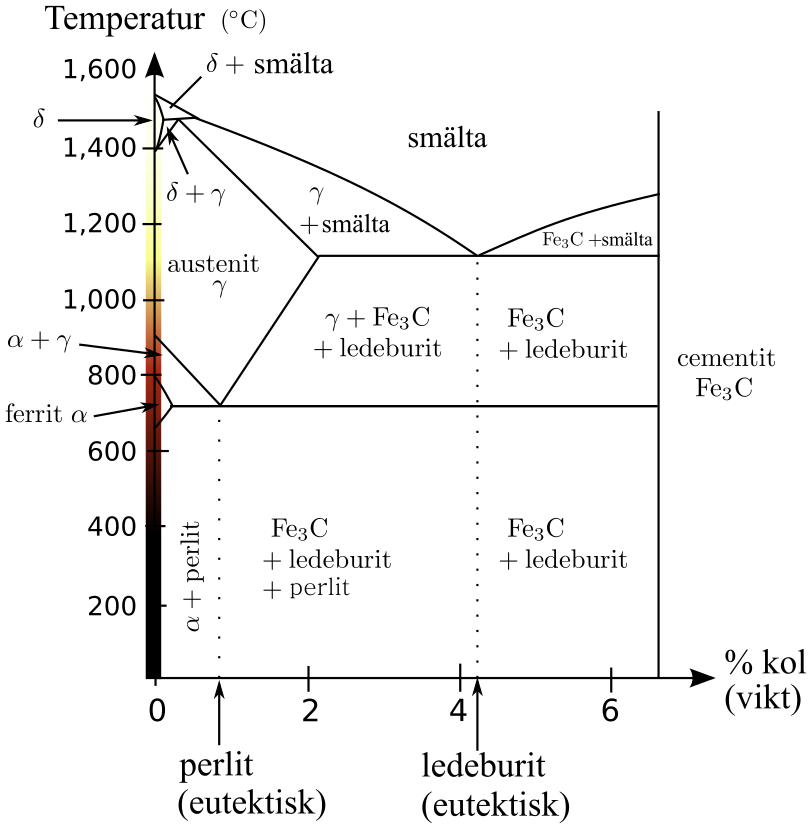
Fasdiagram för järn och kol

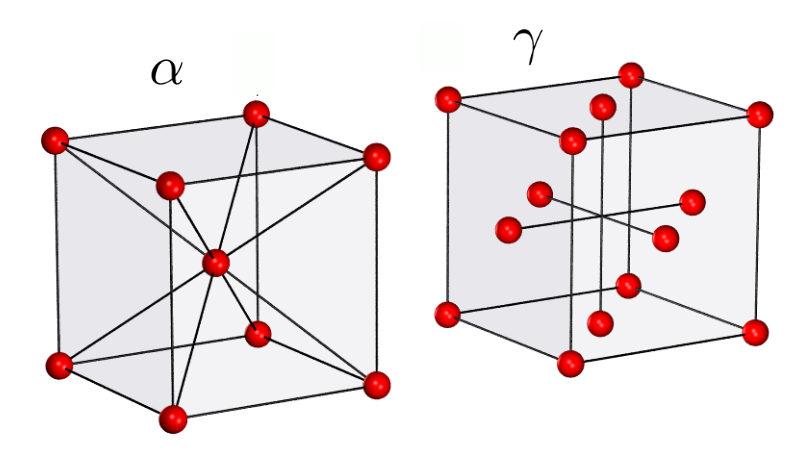
Allotroper av järn: α-järn har en rymdcentrerad kubisk och γ-järn har en ytcentrerad kubisk kristalltyp

Ferrit, alfajärn, α-järn, är en modifikation av järn som har en rymdcentrerad kubisk (BCC) kristallstruktur. Det är denna kristallina struktur som ger stål och gjutjärn deras magnetiska egenskaper och är det klassiska exemplet på ett  ferromagnetiskt material. Järn befinner sig i denna allotrop vid rumstemperatur.
Den har en styrka på 280 N/mm2 och en hårdhet på cirka 80 Brinell.
Ferrit, den rymdcentrerade kubiska allotropen av rent järn, är stabil vid temperatur under 910 °C. Ovanför denna temperatur är en ytcentrerad kubisk allotrop av järn (austenit) stabil. Ovanför 1390 °C, upp till smältpunkten vid 1539 °C är delta-ferrit (δ-Fe), en rymdcentrerad kubisk kristallstruktur, den mest stabila formen. Ferrit blir paramagnetiskt istället för ferromagnetiskt över den kritiska temperaturen (curietemperaturen) 771 °C. Termen är betaferrit eller beta-järn. Termen ”beta-järn” används inte längre eftersom den är kristallografiskt identisk med och dess fasfält gränsar till alfa-järn.
Endast en mycket liten mängd kol kan lösas i ferrit; lösligheten är cirka 0,02 vikt% vid 723 °C och 0,001 % kol vid 0 °C. Detta beror på att kol upplöses i järn interstitiellt med kolatomerna, som är ungefär dubbelt så stora som de interstitiella ”hålen”, så att varje kolatom omges av ett starkt lokalt töjningsfält. Därför är blandningen ogynnsam, men bidraget av entropi till lösningens fria energi stabiliserar strukturen vid låg kolhalt. 723 °C är också den lägsta temperaturen vid vilken järnkol-austenit (0,8 vikt% C) är stabil; vid denna temperatur finns en eutektoid reaktion mellan ferrit, austenit och cementit.
Mjukt stål (kolstål med upp till cirka 0,2 vikt% C) består mestadels av ferrit och ökande mängder av cementit (järnkarbid) i en laminär struktur som kallas perlit. Eftersom bainit och perlit har ferrit som komponent, kommer varje järnkol-legering att innehålla en viss mängd ferrit om det är tillåtet att nå jämvikt vid rumstemperatur. Den exakta mängden ferrit beror på de kylprocesser som järnkol-legeringen genomgår när den kyls.

Molär volym som funktion av tryck för alfa-ferrit vid rumstemperatur

På grund av dess betydelse för planetkärnor har de fysikaliska egenskaperna hos järn vid höga tryck och temperaturer studerats i stor utsträckning. A-ferrit, som är den form av järn som är stabil under normala förhållanden, kan utsättas för tryck upp till cirka 15 GPa före omvandling till en högtrycksform benämnd E-järn, som kristalliserar i en hexagonal tätpackad (HCP) struktur.